# ロング・ナイト 沈黙的真相
『ロング・ナイト 沈黙的真相』（-ちんもくてきしんそう、原題：沉默的真相）は、2020年の中国のテレビドラマ。全12話。
不可解な殺人事件とその裏に隠された真相を暴こうとする者たちの長い闘いを描く社会派ミステリードラマ。
日本では2021年4⽉からWOWOWで放送された。また2022年12月からNHK-BSプレミアムとNHK BSプレミアム4Kで日本語吹き替え版が放送された。

## 出演
※括弧内は日本語吹替。
- イェン・リャン（厳良）：リャオ・ファン（堀内賢雄）
- ジャン・ヤン（江陽）：バイ・ユー（小野賢章）
- リー・ジン（李静）：タン・ジュオ（小松由佳）
- ジャン・チャオ（張超）：ニン・リー（吉見一豊）
- ジャン・シャオチェン（張暁倩）：ホアン・ヤオ（桑島法子）
- ジュー・ウェイ（朱偉）：ジャオ・ヤン（楠大典）
- チェン・ミンジャン（陳明章）：ティエン・シャオジエ（森田順平）
- レン・ユエティン（任玥婷）：リュー・シアオリン（沢城みゆき）
- ホウ・グイピン（侯貴平）：ルー・スーユー（清水裕亮）
- リー・ジエングオ（李建国）：ツァオ・ウェイユー（長野伸二）
- ユエ・ジュン（岳軍）／茶髪：ハン・シュオ（林勇）

- 日本語版制作スタッフ 演出：百瀬浩二、翻訳：片山寛子、音声：藤樫衛、プロデューサー：万代知花、制作統括：林貴子／小松隆、録音制作：グロービジョン

## スタッフ
- 原作：紫金陳（ズ・ジンチェン）『长夜难明』
- 監督：チェン・イーフー
- 脚本：リウ・グオチン